# توم هارت
توم هارت (بالإنجليزية: Tom Hart)‏ هو لاعب كرة قاعدة أمريكي، ولد في 15 يونيو 1869 في كانان في الولايات المتحدة، وتوفي في 17 سبتمبر 1939 في غاردنر في الولايات المتحدة.

## وصلات خارجية
- توم هارت على موقعبيزبول رفرنس.كوم (الدوري الرئيسي) (الإنجليزية)